# Via Julia Augusta
La Via Julia Augusta (VIA IVLIA AVGVSTA) è un'importante via romana che collegava Piacenza al fiume Varo, percorrendo le coste della Liguria e quelle della Costa Azzurra, in direzione del Rodano. Costituiva un ramo della via Aurelia e collegava la Gallia Cisalpina alla Gallia transalpina.

## Presentazione
Questa via è stata aperta poco dopo la conquista delle Alpi marittime contro le tribù liguri (nel 14 a.C.) dall'imperatore Augusto; essendo luglio e agosto i mesi dedicati rispettivamente a Giulio Cesare e ad Augusto, il nome dato a questa via riprende quello di tali imperatori. Il suo tracciato corrisponde ad un itinerario già esistente, ma una delle grandi imprese dell'Impero nascente è stata quella di restaurarla e segnarne il tracciato attraverso delle pietre miliari numerate da Roma. In stato di rovina all'inizio del II secolo è stata restaurata da Adriano e poi da Caracalla nel III secolo. La creazione di questa via ha portato alla fondazione di Cemenelum (Cimiez, colle di Nizza), capitale della provincia romana delle Alpi marittime.
Il suo percorso iniziava a Placentia (Piacenza) e, passando per Iria (Voghera),  Dertona (Tortona) e Aquae Statiellae (Acqui Terme), scendeva verso la costa e proseguiva fino al trofeo di Augusto de La Turbie, eretto dall'imperatore nel 7-6 a.C. fra Mentone e Nizza; solo successivamente fu prolungata fino ad Arelate (Arles), per collegarsi alla via Domitia (via Domizia). Lungo il suo tragitto attraversava, fra gli altri, i centri romani di Vada Sabatia (Vado Ligure), Albingaunum (Albenga) e Albintimilium (Ventimiglia).
La Julia Augusta, in pratica, non era altro che il proseguimento del sistema viario già esistente via Aurelia/via Aemilia Scauri che fino ad allora terminava a Vada Sabatia; una volta completata, l'intera strada Aurelia-Aemilia-Augusta era lunga 962 km.
Nel territorio ligure sono pochi i resti dell'antico tracciato individuabili: se ne trovano tra Albenga ed Alassio (brevi tratti del selciato originario) e nel finalese; più numerosi, invece, sono i ponti sopravvissuti (con alcune modifiche) fino ai nostri giorni, così come i monumenti funebri, visibili ad Albenga, e i cippi miliari, alcuni dei quali conservati presso il Museo civico archeologico Girolamo Rossi di Ventimiglia.
Non è chiaro se da Vada Sabatia in poi il tracciato fosse esclusivamente costiero: considerando l'asperità di alcune zone, come il litorale tra Vado e Finale (con promontori a picco sul mare), non è da escludere che la strada passasse nel primo entroterra; ad avvalorare questa tesi ci sono, ad esempio, il ponte cosiddetto "romano" di Andora (costruzione medievale con una probabile origine più antica), a circa 3 km dalla costa, e il cippo miliare conservato a San Bartolomeo al Mare, precisamente nella frazione di Chiappa (ora collocato al centro del borgo), che era posto a circa 4 km dal mare. Per evitare i tratti più accidentati è possibile che si ricorresse alla navigazione di piccolo cabotaggio.
La via Julia Augusta, ancor più della via Postumia, mantenne un ruolo importante nelle comunicazioni anche dopo la caduta dell'Impero romano d'Occidente, godendo di una efficiente gestione da parte dei monaci, in primis i Benedettini, per i quali un buon sistema viario era utile sia per il passaggio dei pellegrini, sia per lo scambio dei generi alimentari tra la Pianura Padana (con le sue estese terre coltivate e i porti fluviali del Po) e il mare, da cui proveniva il prezioso sale. L'antica strada romana, quindi, assieme a tutte le "strade minori" ad essa legate, andò a formare quel sistema di "vie marenche" che permisero, per tutto il Medioevo ed oltre, lo spostamento di merci e la circolazione di persone. Tra i cenobi principali coinvolti vi erano l'abbazia di San Colombano di Bobbio, quella di Lerino, l'abbazia di Santo Stefano di Genova (che controllava il "principato monastico" di Villaregia, occupante all'incirca l'attuale comune di Santo Stefano al Mare), quella di San Martino dell'isola Gallinara di Albenga, l'abbazia di San Pietro in Varatella di Toirano, l'abbazia di San Salvatore di Giusvalla, l'abbazia di Ferrania di Cairo Montenotte, il monastero di San Colombano a Lodisio di Piana Crixia, l'abbazia di Santa Giustina di Sezzadio e l'abbazia di San Pietro di Precipiano.
Nel corso dei secoli l'antica strada consolare perse la sua fondamentale importanza e andò incontro a un lento abbandono.

## Pietre miliari

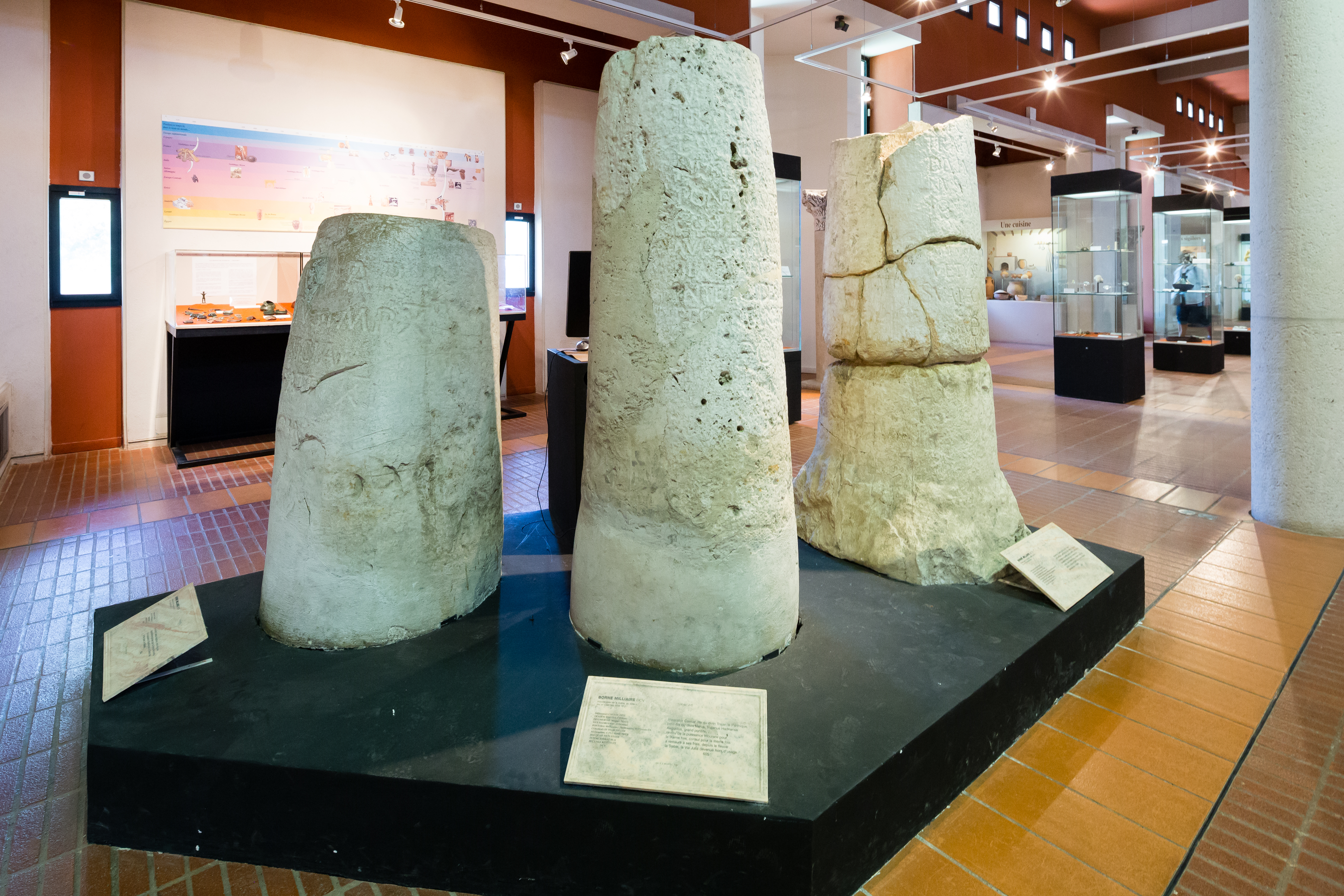
Pietre miliari della Via Julia Augusta, museo archeologico di Nizza-Cimiez

Sul territorio francese dei frammenti del tracciato della via e cinque pietre miliari sono classificati come monumenti storici del comune di La Turbie, più precisamente nella zona in cui si ergevano le città di Languessa, San Pietro e Pieralonga.
Tre pietre miliari, conservate nella chiesa di San Michele a Ventimiglia, sono riconducibili una al periodo di Augusto e le altre due a quello di Caracalla.
Il museo archeologico di Nizza-Cimiez, situato sulla città romana di Cememelum, conserva anche una pietra miliare di Adriano nel quale viene citata la Via Julia Augusta:
Il museo archeologico di Antibes conserva una pietra miliare scoperta nelle vicinanze. Originariamente questa portava il nome dell'imperatore Flavio Severo che è stato però eraso dopo la sua esecuzione da parte di Massenzio nell'aprile del 307:

## Tratto Albenganese
Tra Albenga e Alassio resta chiaramente visibile una parte dell'antico percorso della Julia Augusta che, assieme ad altri resti di epoca romana, forma una passeggiata di notevole interesse archeologico e ambientale. L'abbandono in cui è rimasta la zona, già intensamente coltivata e trasformata a fasce di vigne e di olive dai Benedettini, che la possedettero per secoli, consente la conservazione di lunghi tratti della via, la quale corre per vari chilometri a mezza costa fino al promontorio e alla chiesa di Santa Croce, che si affaccia sulla baia di Alassio. Il sicuro percorso romano termina ad Alassio, dalla chiesetta di S.Croce, che è menzionata per la prima volta in una bolla di papa Alessandro III del 1169, come priorato appartenente al monastero benedettino dell’Isola Gallinara.
Lungo tutto il percorso ci accompagna la visione dell’inconfondibile sagoma dell’isola Gallinara, così chiamata già in epoca romana per la presenza di galline selvatiche.
In alcuni brevi tratti si apprezza ancora l’originale lastricato romano caratterizzato dalla presenza dei margines ai lati e di tagli trasversali per lo scolo delle acque.
Dalle rovine di San Calocero si percorre per un breve tratto la carrozzabile Albenga-Villanova, per poi imboccare più a valle la strada di costruzione moderna che sale sulla collina del Monte. La via Romana invece saliva direttamente da San Calocero in direzione della chiesa di San Martino, ma il tratto di collegamento è scomparso.
Da questo punto è possibile salire al Monte per la carrozzabile privata che raggiunge l'abbazia di San Martino oppure raggiungendo l'antica via romana che passa presso l'ex-chiesa di San Martino, entrando di qui nella proprietà privata dell'ex-abbazia.
Proseguendo si passa davanti al Pilone Romano restaurato da d'Andrade, e quindi si giunge ad una vasta spianata ellittica, oggi magnificamente alberata, che racchiudeva l'anfiteatro della romana Albingaunum, costruito come al solito fuori dalle mura ma qui in posizione inconsueta sull'alto della collina.
Sul margine a ovest dell'anfiteatro si conservano i resti della Chiesa e dell'abbazia di San Martino, la prima incorporata in una casa colonica, la seconda trasformata in villa e molto restaurata. Esse sono l'ultimo residuo della vasta tenuta monastica che nel medioevo i monaci di San Benedetto organizzarono in terraferma dall'abbazia all'Isola Gallinara, che sta dirimpetto. La chiesa, di cui si conserva l'abside quadrangolare, non è anteriore al XIV secolo, e tardo-medievale sembra anche la costruzione dell'adiacente casa monastica, le cui bifore gotiche sono in massima parte frutto di un restauro dei primi del '900. In alcuni tratti è presente un ciottolato in cotto di epoca medievale.

### Il Pilone Funerario

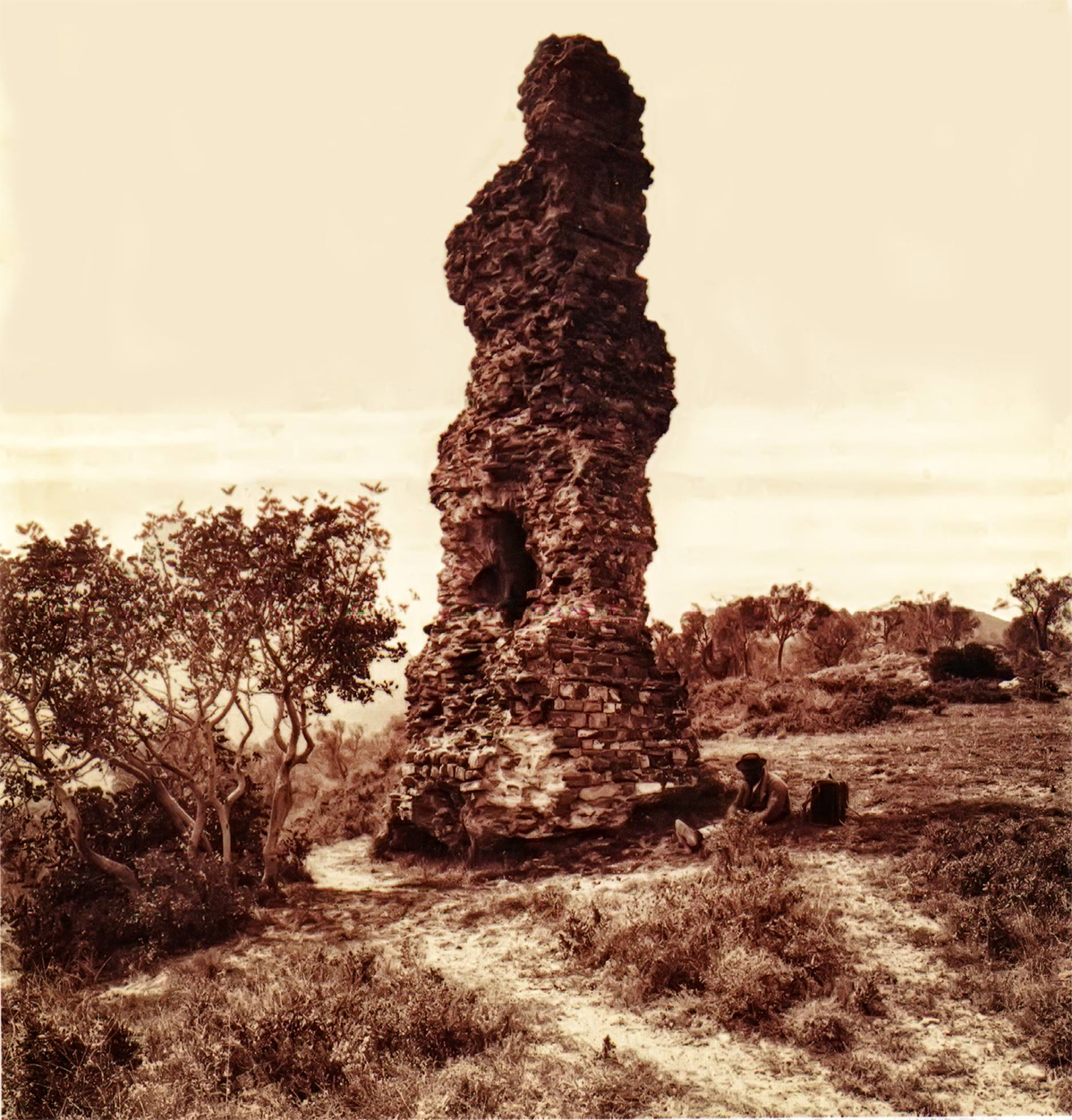
Il pilone al suo stato originale a fine '800

Il pilone funerario è un monumento del II secolo d.C. . Situato sul monte Bignone, domina il paesaggio sulla piana albenganese a nord e verso il mare e l'isola Gallinara ad est. Esso fu restaurato nel 1892 da Alfredo D'Andrade, che completò con eccessiva abbondanza per un monumento romano tutto il paramento antico in piccoli quadrelli spaccati, inframezzati da cornici di mattoni che dividono i tre ordini architettonici della costruzione. Questa appartiene al tipo delle tombe a torre dette pile fin dall'antichità, e consta di tre corpi leggermente rientranti, coronati in alto da un attico che formava due nicchie con le statue dei defunti (la parte alta è stata demolita dai tedeschi nel 1944, ed il monumento è rimasto così mutilato di qualche metro). Sulla fronte principale, verso il mare, si apre una nicchia a volta, entro la quale esistono due loculi laterali destinati ad accogliere le urne cinerarie dei due personaggi a cui era dedicato il sepolcro - certo cittadini albingaunensi d'alto rango - proprietari della zona. Il Pilone, pur avendo subito un restauro alquanto criticabile e oggi anche mutilato, costituisce il modello meglio conservato dei monumenti di questo tipo. Un altro simile, ridotto al solo corpo inferiore, esiste lungo la via Albenga-Garessio, la torre dei Seraceni presso Cisano sul Neva. Posto sul margine scosceso della propaggine più orientale del Monte di San Martino, a breve distanza dell'anfiteatro romano e dalla via Iulia Augusta, il pilone è uno dei più antichi edifici romani rimasto in vista nei secoli. Venne identificato come monumento sepolcrale da D'Andrade allora direttore dell'Ufficio Regionale per la conservazione dei monumenti della Liguria e del Piemonte.

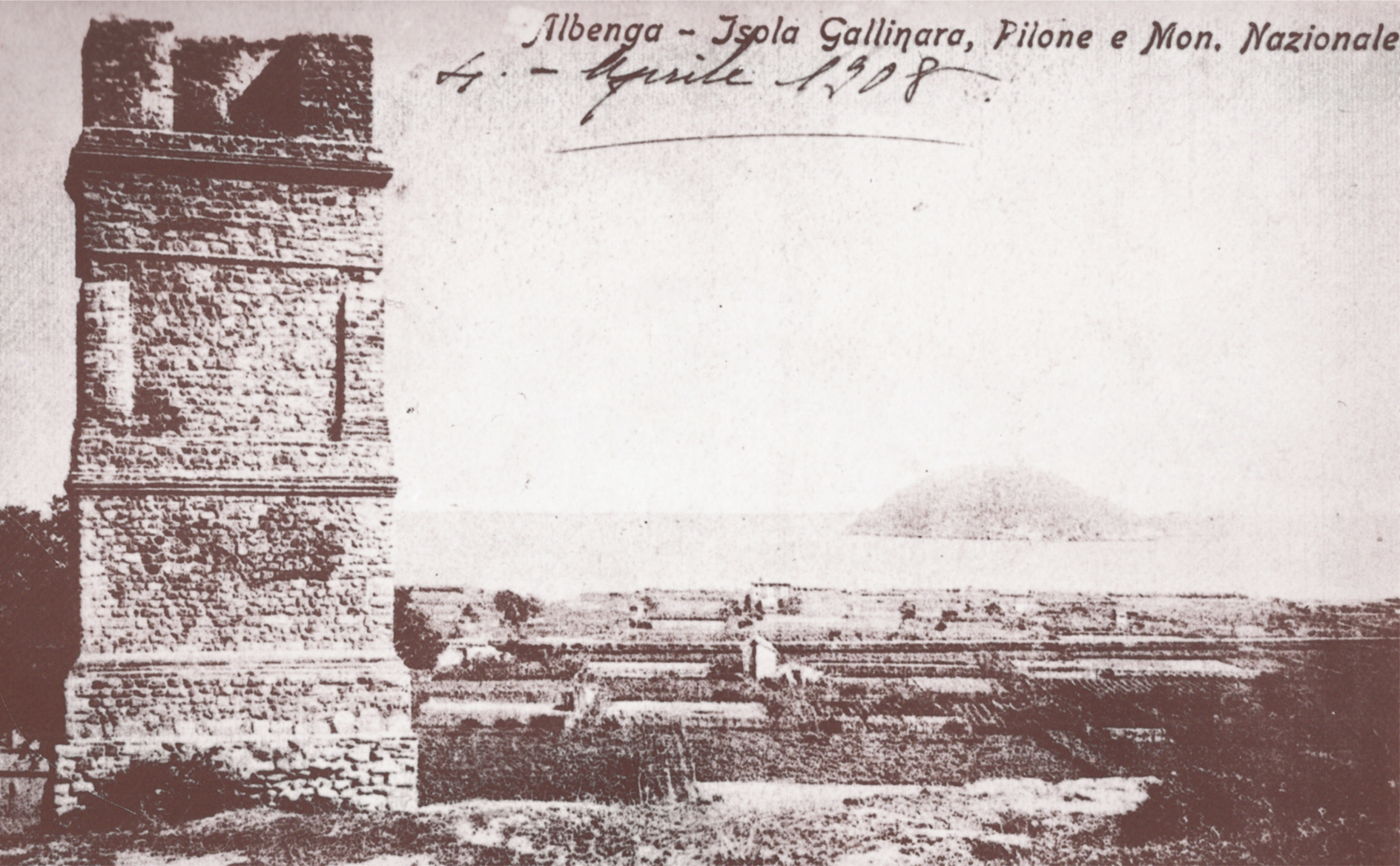
Il pilone restaurato in una cartolina del 1908

Il pilone appartiene alla categoria dei monumenti funerari diffusi dal I e gli inizi del II secolo nell'antico impero Romano.
Dalle fotografie eseguite prima dei lavori, e dalle relazioni di D'Andrade, si può arrivare alla conclusione che il restauro da lui fatto fu ricercato per essere il più possibile fedele all'originale: ricostruì e integrò il rudere con gli stessi materiali, identici sia dal punto di vista mineralogico che petrografico. Malte e blocchetti utilizzati avevano la stessa identica provenienza locale come i ciottoli fluviali, l'arenaria di quarzite, le sabbie del Centa e la pietra di Cisano sul Neva.
La leggenda voleva che vicino a tale pilone attraccassero la navi romane del porto, in realtà, ad oggi, nessun elemento portuale è stato rinvenuto, anche se è possibile che tale costruzione potesse essere messa sul promontorio vista mare, come accaduto in altri luoghi.

## L'itinerario in Francia
La Via Julia Augusta seguiva un percorso ancora oggi facilmente riconoscibile su una cartina stradale; le strade odierne infatti, come spesso succede, si sovrappongono al tracciato antico o vi passano in prossimità. È il caso della Cornice Grande (Grande Corniche, sul litorale della Costa Azzurra) e soprattutto della RN 7 fino a Salon-de-Provence. Tuttavia, certe volte la strada prendeva tracciati paralleli ancora visibili. Numerosi vestigi (in particolare pietre miliari) si trovano lungo l'itinerario e permettono di delimitarlo.

### Da Cap Martin a Cimiez
Nell'antica stazione di Lumone (Roquebrune-Cap-Martin), sono stati trovati i resti di un mausoleo romano. Una diramazione partiva da Lumone e si dirigeva verso Porto d'Ercole (Principato di Monaco).

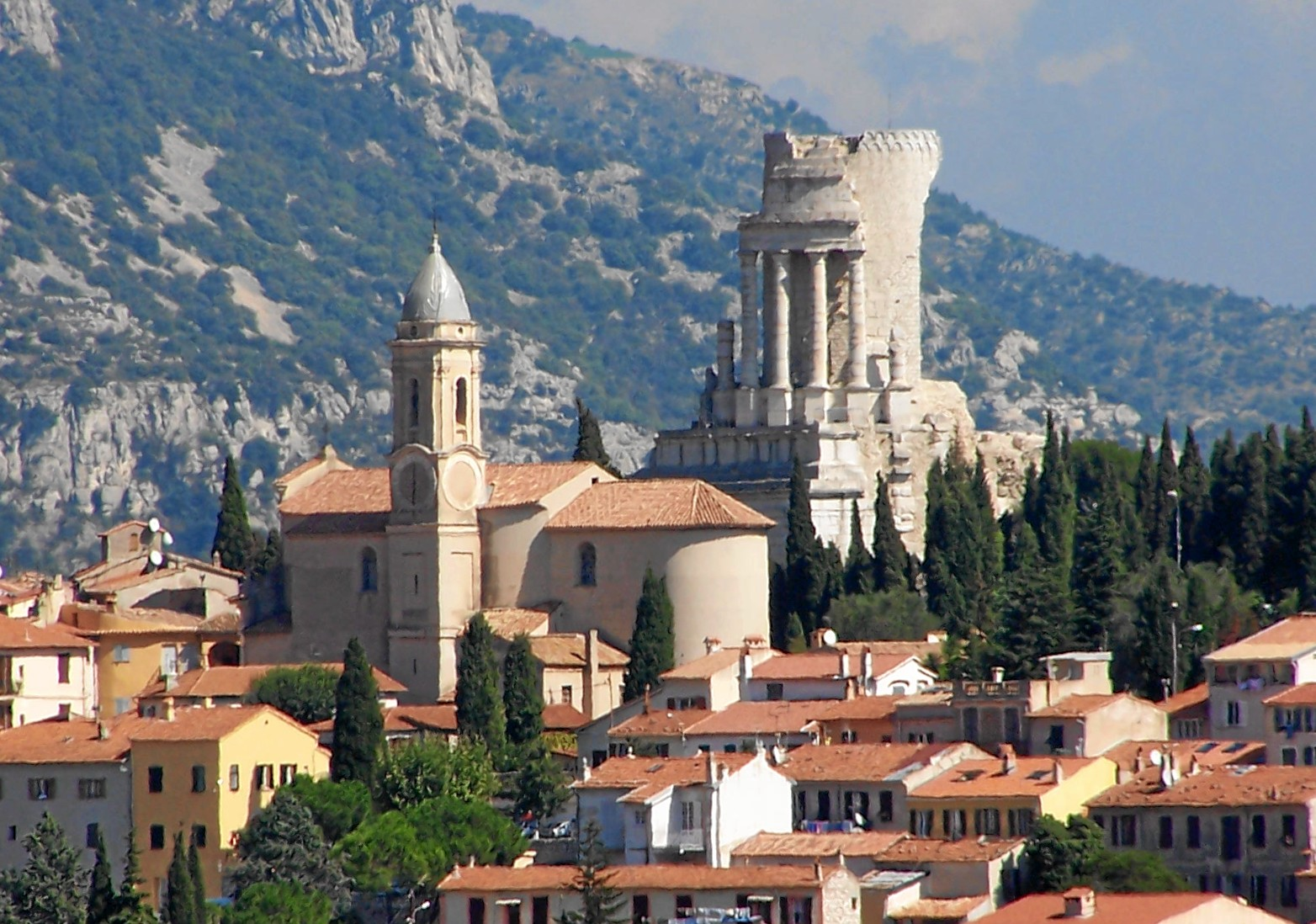
Vista di La Turbie con il Trofeo di Augusto e la sottostante chiesa di San Michele

La Via Julia Augusta saliva verso La Turbie, sito di un'antica occupazione. Nel 6 a.C. il Senato romano decise di costruire sul colle di La Turbie il Trofeo delle Alpi.
Il Trofeo delle Alpi è un imponente monumento romano che si trova a 480 metri di altitudine nel comune di La Turbie, nel dipartimento francese delle Alpi Marittime, a breve distanza dal Principato di Monaco. Il monumento venne eretto, sulla via Julia Augusta, negli anni 7-6 a.C. in onore dell'imperatore Augusto per commemorare le vittorie riportate dai suoi generali (tra cui i figliastri Druso maggiore e Tiberio) e la definitiva sottomissione di 46 tribù alpine. Servì inoltre a demarcare la frontiera tra l'Italia romana e la Gallia Narbonese lungo la Via Julia Augusta.
Questo trofeo nel tempo segue, nelle Gallie, il trofeo di Pompeo, in Summum Pyrenaeum, quello di Briot (ora al museo di Antibes) e altri. Caduto in disuso alla fine dell'Impero romano, subì delle grandi distruzioni: servì da fortezza nel Medioevo prima di essere minato nel 1705 per essere utilizzato come cava.
La via Julia Augusta proseguiva fino a Cemenelum attraversando le valli di Laghet e Paillon. È probabile che la via sia stata divisa in due rami da La Turbie, di cui uno era un itinerario marittimo - l'attuale Cornice Grande.

### Da Cimiez a Aix-en-Provence

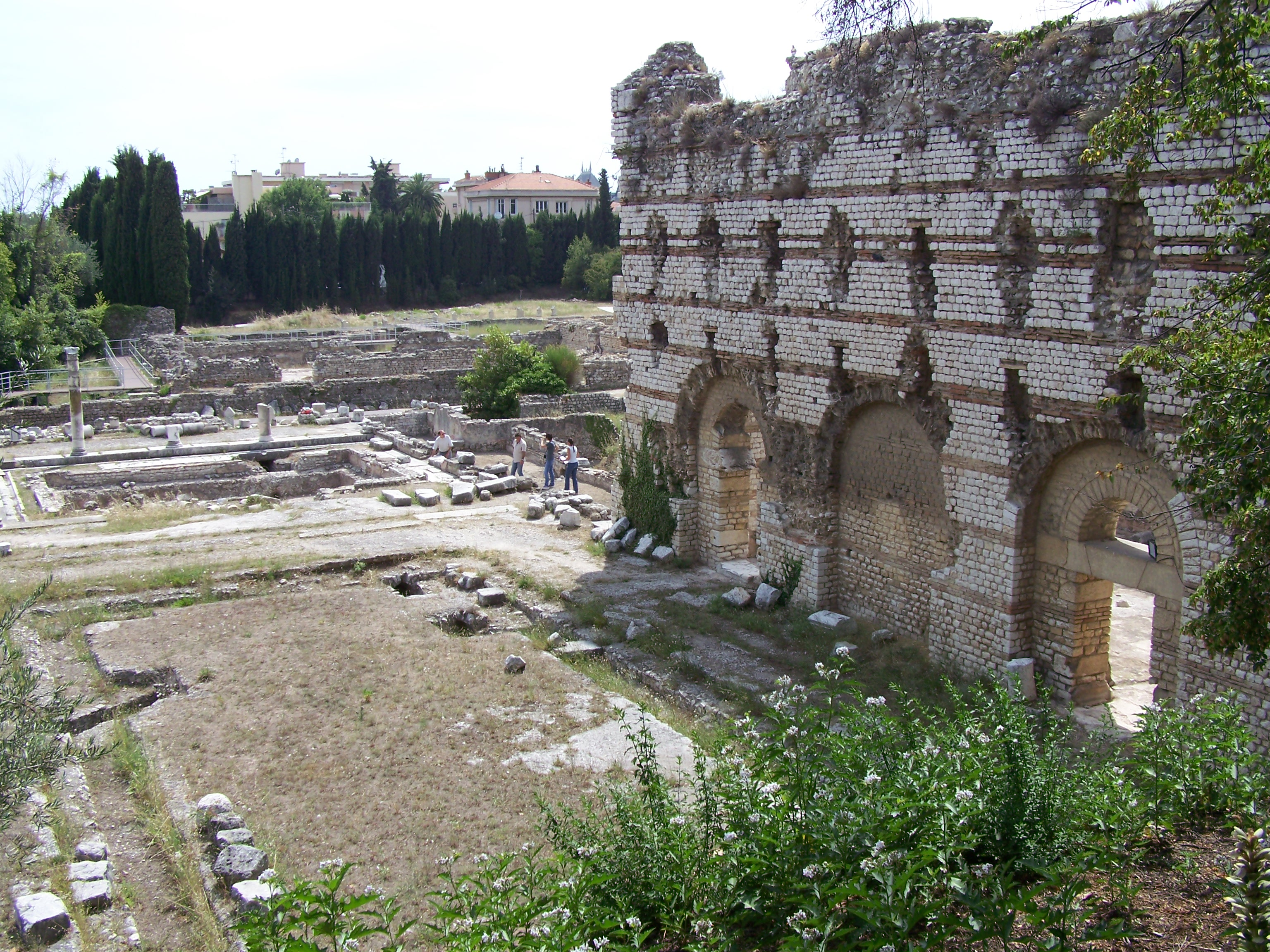
Terme romane di Cimiez a Cemenelum.

Sui colli dell'attuale città di Nizza (la Nikaïa focese) e sui vestigi della capitale Vediantii dei Liguri nel 14 a.C. Augusto crea la città di Cemenelum per farne il capoluogo della provincia romana delle Alpi Marittime.
Oggi il quartiere di Nizza chiamato Cimiez ha sostituito Cemenelum. Vi si possono trovare parecchi resti gallo-romani: tre terme, un quartiere di abitazioni (reti fognarie, negozi, domus), un anfiteatro e una cattedrale con il rispettivo battistero paleocristiano.
La Via Aurelia attraversava l'attuale comune di La Gaude; la scoperta lungo questa via di un cenotafio romano contenente l'urna funeraria di un legionario (il decurione di Vence Cremonius Albucus) e la presenza di un vecchio ponte di pietra, attestano l'interesse archeologico della Via Aurelia in questo tratto.
- Antipolis / Antibes.

Nel 43 a.C. la città greca di Antipoli è annessa a Roma, con la creazione di un municipio (città sottomessa alle restrizioni di Roma ma governata da proprie leggi). La città si romanizza velocemente attraverso la costruzione di un acro di trionfo, un teatro, un acquedotto. Dopo Antipoli, la Via proseguiva sul tratto dell'attuale RN 7 passando poi per il cammino di Malpey e per la Tour de Mare, vicino al Monte Vinaigre.
- Forum Julii / Fréjus.

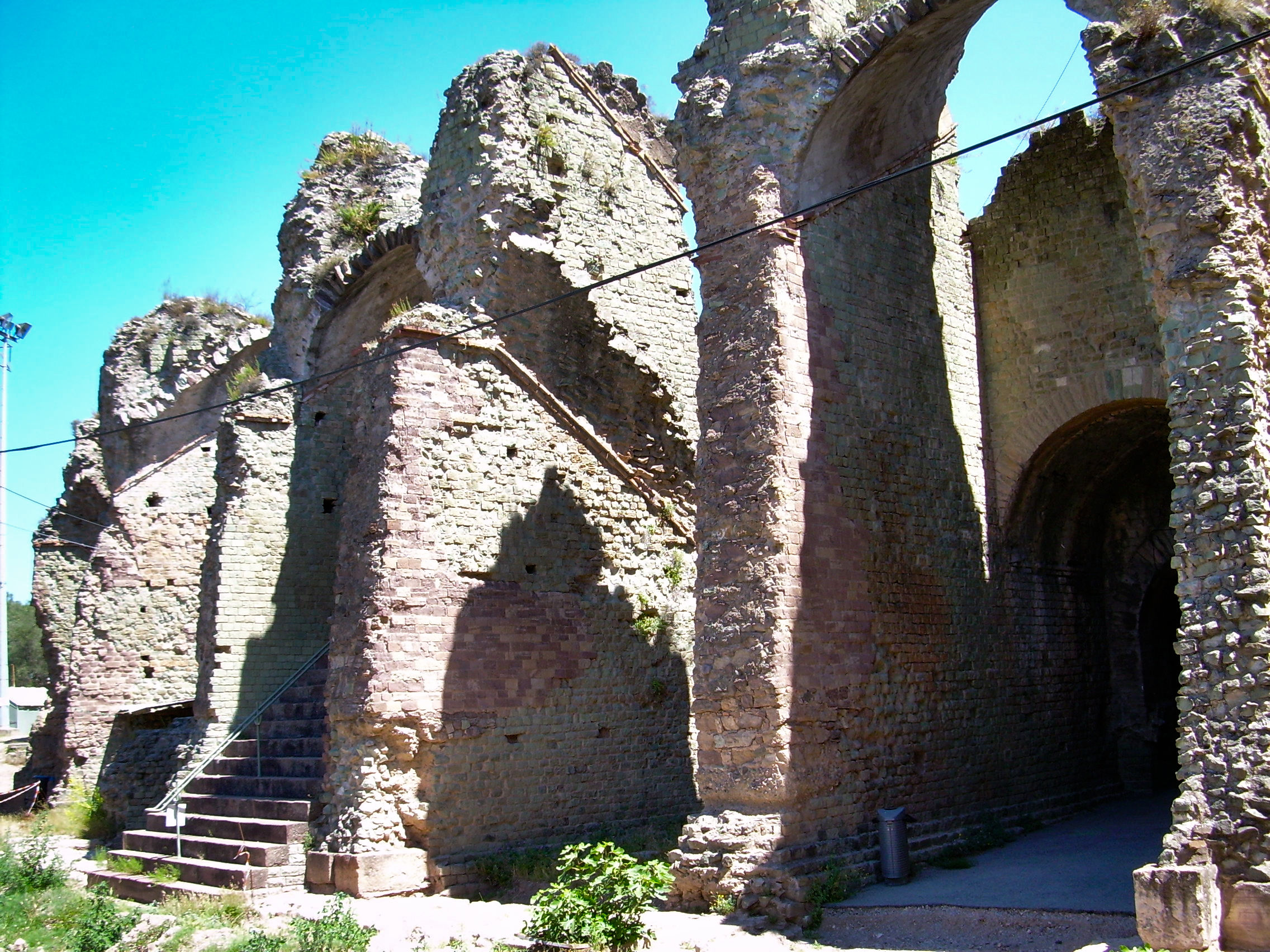
Anfiteatro romano di Fréjus

Forum Juli era una grande città di più di 6 000 abitanti che si estendeva su trenta ettari, dove vissero grandi personalità quali Agricola e Tacito. Essa è stata fondata probabilmente da Giulio Cesare verso il 49 a.C. La ricca città commerciale divenne successivamente un porto di guerra, uno dei più importanti del Mediterraneo. Un canale collegava il mare ad un grande bacino portuale. I veterani della Legione VIII Augusta vi si installarono. Agli inizi del cristianesimo, Forum Julii divenne sede papale. I vestigi dell'epoca romana sono numerosi a Fréjus: le terme di Villeneuve, la porta dei Galli e le mura, l'anfiteatro, il teatro, l'acquedotto e i resti del porto con il bacino portuale, la porta dorata e la lanterna d'Augusto (faro).
- Forum Voconii / Cannet-des-Maures

La Via costeggiava successivamente il corso del fiume Argens e percorreva in parte l'attuale strada nazionale francese fino alla mutatio di Muy e a Forum Voconi in prossimità del borgo di Baïs sul territorio del comune di Cannet-des-Maures per arrivare a Le Luc. Raggiungeva poi Matavo / Cabasse, la cui occupazione da parte dei Romani era antecedente, dove numerosi vestigi dell'epoca gallo-romana sono stati restaurati, in particolare una necropoli e un mausoleo. Proseguendo ci si trovava sulla strada odierna per Brignoles, dove sono state trovate delle pietre miliari, una villa gallo-romana e una locanda.
- Turris / Tourves occupava una posizione strategica e vi si potevano trovare una stazione di sosta (mansio) e numerose ville.

La via circondava poi l'attuale città di Saint-Maximin-la-Sainte-Baume per proseguire verso Pourcieux e la Grande Pugère. Tra questi due comuni si trovano i resti del Trofeo di Gaio Mario. L'arco di trionfo era stato già eretto in onore del console Gaio Mario per la sua vittoria contro i Teutoni nel 102 a.C.
- Aquæ Sextiæ / Aix-en-Provence

La Via Julia Augusta arrivava a Aquæ Sextiæ, l'odierna Aix-en-Provence. La storia della città è strettamente legata a quella del vicino oppidum di Entremont. Per contrastare la potenza dei Liguri che lo popolavano, Roma distrusse l'oppidum dopo un assedio nel 123 a.C. Successivamente il proconsole Sextius creò un luogo fortificato, vicino alle fonti termali. Egli diede anche il suo nome al sito, "Le Acque di Sextius". La città si espanse dunque attorno all'accampamento, divenne colonia nel 15 a.C. e vide così crescere il suo ruolo economico. Nel III secolo diventerà la capitale amministrativa della Gallia Narbonense. Durante le invasioni del IV secolo della città non rimanevano che diciassette dei quaranta ettari originali.

### Da Aix-en-Provence a Arles e Marseille

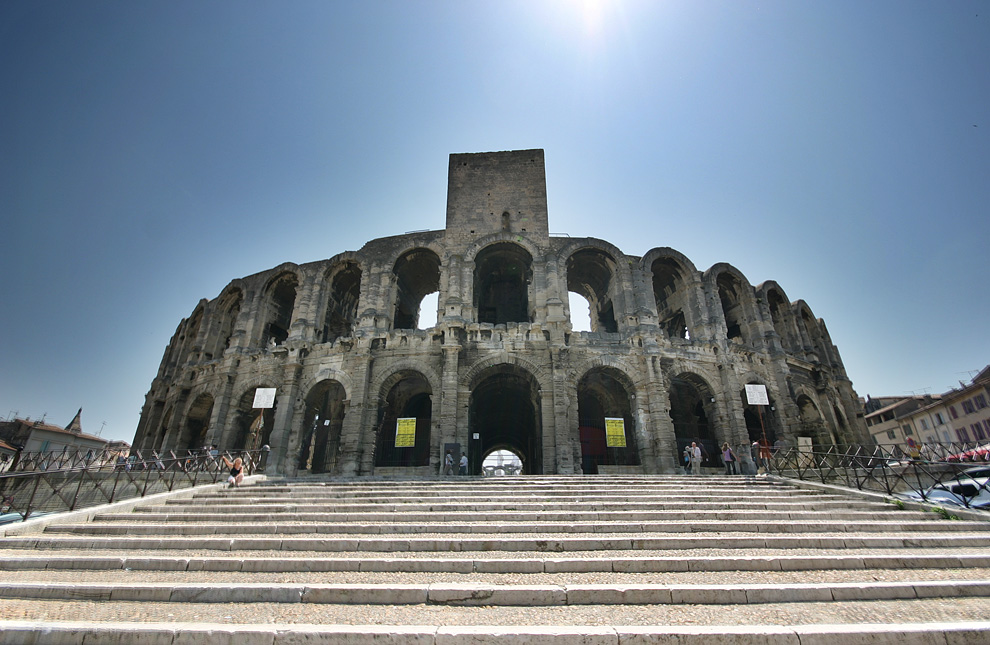
L'anfiteatro di Arles

A partire da Aix la via si diramava verso Marseille, Vitrolles, Fos e Arles.
La Via Aurelia passava per il nord di Éguilles e si dirigeva verso Pisavis / Salon-de-Provence. Pisavis era una stazione di sosta che si situava a sud di Salon, nel luogo chiamato Saint-Jean-de-Bernasse, dove i resti di un muro sono ancora visibili in una proprietà privata. 

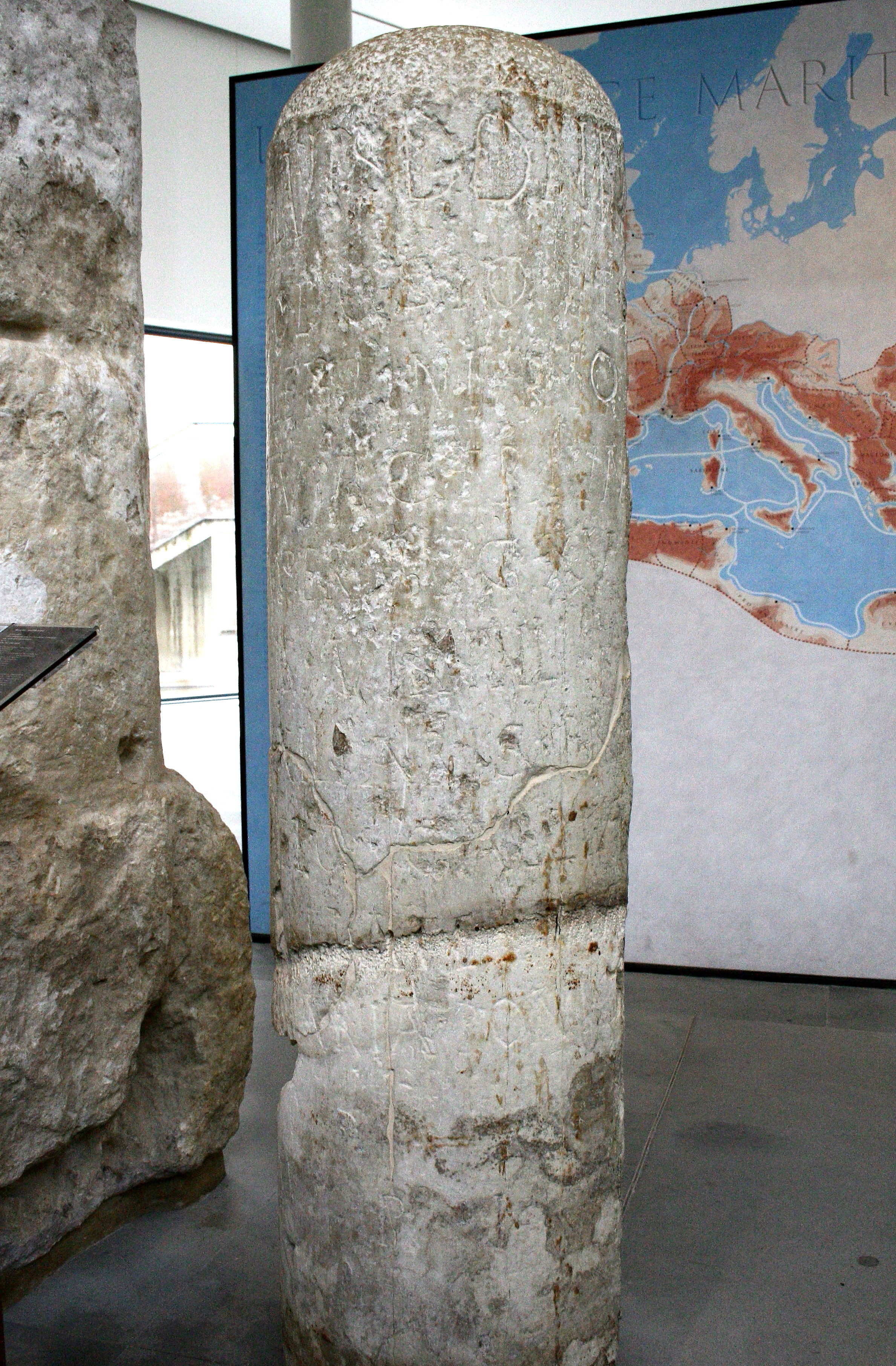
Ultima pietra miliare conosciuta eretta nella Narbonese. Museo di Arles antica.

Questa arrivava a Tericiae / Mouriès attraversando la piana di La Crau (pietre miliari del Petit Merle, del Merle e di La Calanque), per poi raggiungere il Mas d'Archimbaud, il mas Chabran, Le Paradou e Estoublon poco prima di Ernaginum, l'odierno sito di Saint-Gabriel (il più grande nodo stradale tra Via Aurelia, Via Domizia e Via d'Agrippa). Lì si diramava la via che veniva da Arelate / Arles, città distante VI miglia secondo la Tabula Peutingeriana, ovvero circa 9 km (un miglio = 1,481 km)
Arelate è la città gallo-romana per eccellenza: aveva un importante ruolo strategico (crocevia stradale) ed economico (il Rodano). Essa vide arrivare verso il 46 a.C. i veterani della Legione VI Ferrata. La sua espansione sarà però presto interrotta, dalla fine del III secolo, con le invasioni, ma l'imperatore Costantino I la riporterà allo splendore stabilendoci la sua residenza.
Arelate era un capoluogo di Provincia, Prefettura dei Galli, e ospitava un'importante zecca monetaria. Ad Arles sono presenti numerosi monumenti dell'epoca romana: l'anfiteatro, il teatro antico, una necropoli (gli Alyscamps), il circo, le terme di Costantino, il forum, le mura.
A Saint-Gabriel la Via Aurelia si univa alla Via Domizia che a sua volta si dirigeva verso la Spagna.